# Robert Herfert
Robert Herfert (* 24. August 1926 in St. Pölten; † 18. Jänner 2011) war ein österreichischer Maler und bildender Künstler.

## Leben
Robert Herfert studierte von 1946 bis 1948 an der Akademie der Bildenden Künste Wien bei Robin Christian Andersen und Herbert Boeckl. Ab 1955 arbeitete er als freischaffender Künstler. Seit 1982 bildete er eine Künstlergemeinschaft mit seinem Sohn Andreas Herfert.

## Auszeichnungen
- 2004: Jakob-Prandtauer-Preis für Wissenschaft und Kunst

## Arbeiten
- 1959: Pfarrkirche Stephanshart Einrichtungsplanung der Kirche, mit Altarwandsgraffito Glorie des hl. Stephanus
- 1960: Pfarrkirche Wieselburg Farbige Glasfenster mit Symbolen der Passion[2]
- 1961: Pfarrkirche Wieselburg Hauptaltarmosaik Christus Pankreator (Dreifaltigkeitsdarstellung)[2]
- 1962: Pfarrkirche Wieselburg Nebenalarmosaike Hl. Josef Patron einer guten Sterbestunde, Maria Verkündigung[2]
- 1962: Pfarrkirche Bad Traunstein, Fenster hl. Christophorus
- 1962: Pfarrkirche Traisen, Altäre und Fensterrosette
- 1962: Pfarrkirche Vestenthal, Glasmalereien im Langhaus, in der Beicht- und Taufkapelle, in abstrakten Formen
- 1962: Pfarrkirche Rodingersdorf, Seitenaltarbilder und Kreuzweg
- 1963: Kapelle Lexnitz, Außensgraffito Hl. Wendelin, Glasbetonfenster Hl. Maria mit Kind
- 1966: Filialkirche Harland, Glasmalereien der Fensterbahnen und die Kreuzwegstationen
- 1971: Osterkircherl in St. Aegyd am Neuwalde, Altar, zwei Fenster, Wandmalerei Osterbild mit Pelikan und Phönix hinter dem Altar
- 1971: Pfarrkirche St. Johannes Kapistran in St. Pölten mit einer Wandmalerei Apokalypse mit der Mariazeller Madonna und die Wiederkunft Christi mit Buchstaben- und Zahlenstrukturen
- 1988: Hippolyt-Säule, Schärfbrücke, St. Pölten
- 1976: Pfarrkirche Amstetten-St. Marien in Allersdorf, Kruzifix, Schutzmantelmadonna, Tabernakel und Ambo
- 1977: Pfarrkirche Böheimkirchen, marmorner Volksaltar, Tabernakelstele mit Relief Christus in Emmaus, Ambo
- 1985: Pfarrkirche Persenbeug, Glasgemälde, Apsismosaik und die Kreuzwegstationen
- 2002: mit Andreas Herfert Donaubrücke Pöchlarn Betonkreuz mit drei Darstellungen des Johannes Nepomuk

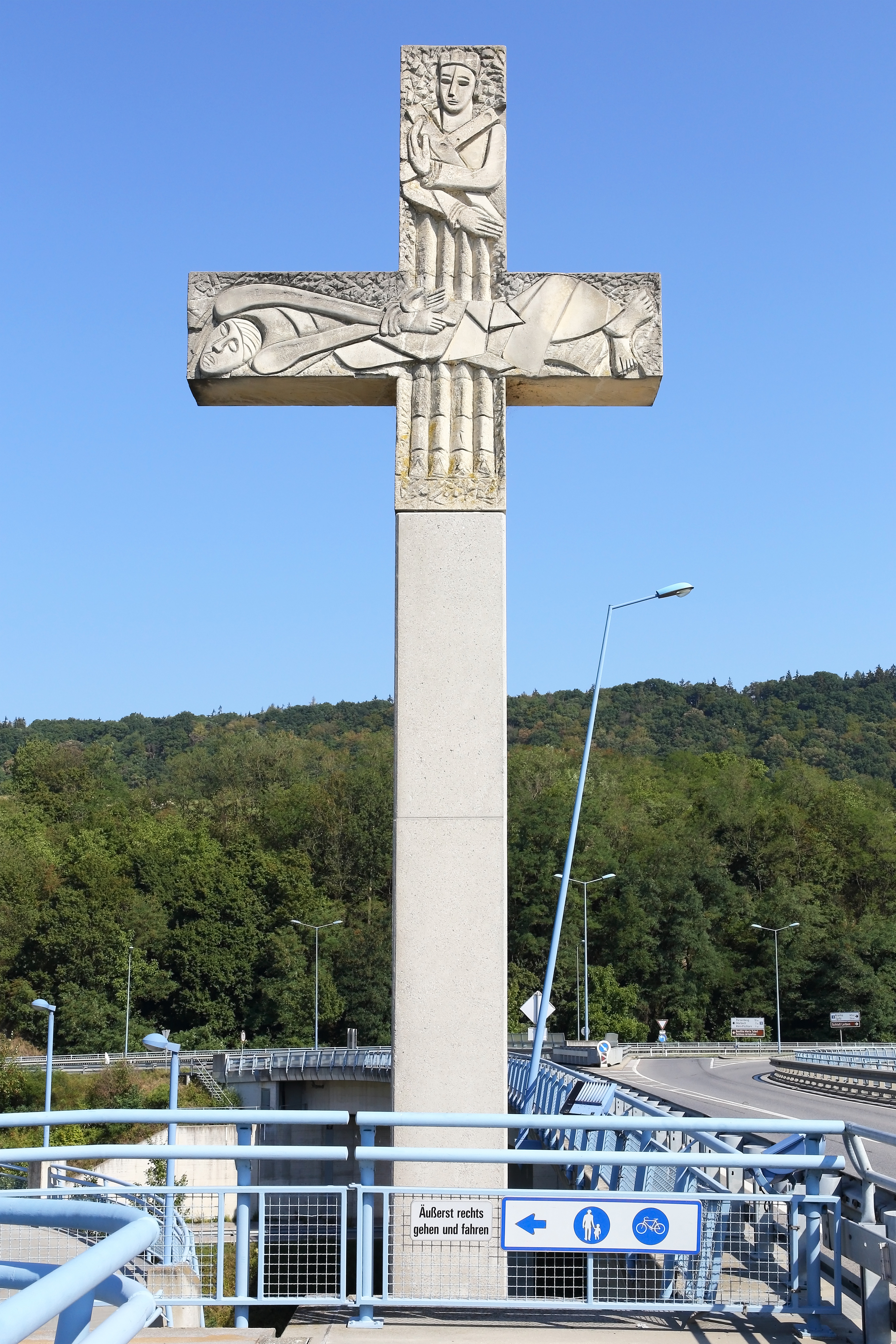
Betonkreuz Donaubrücke
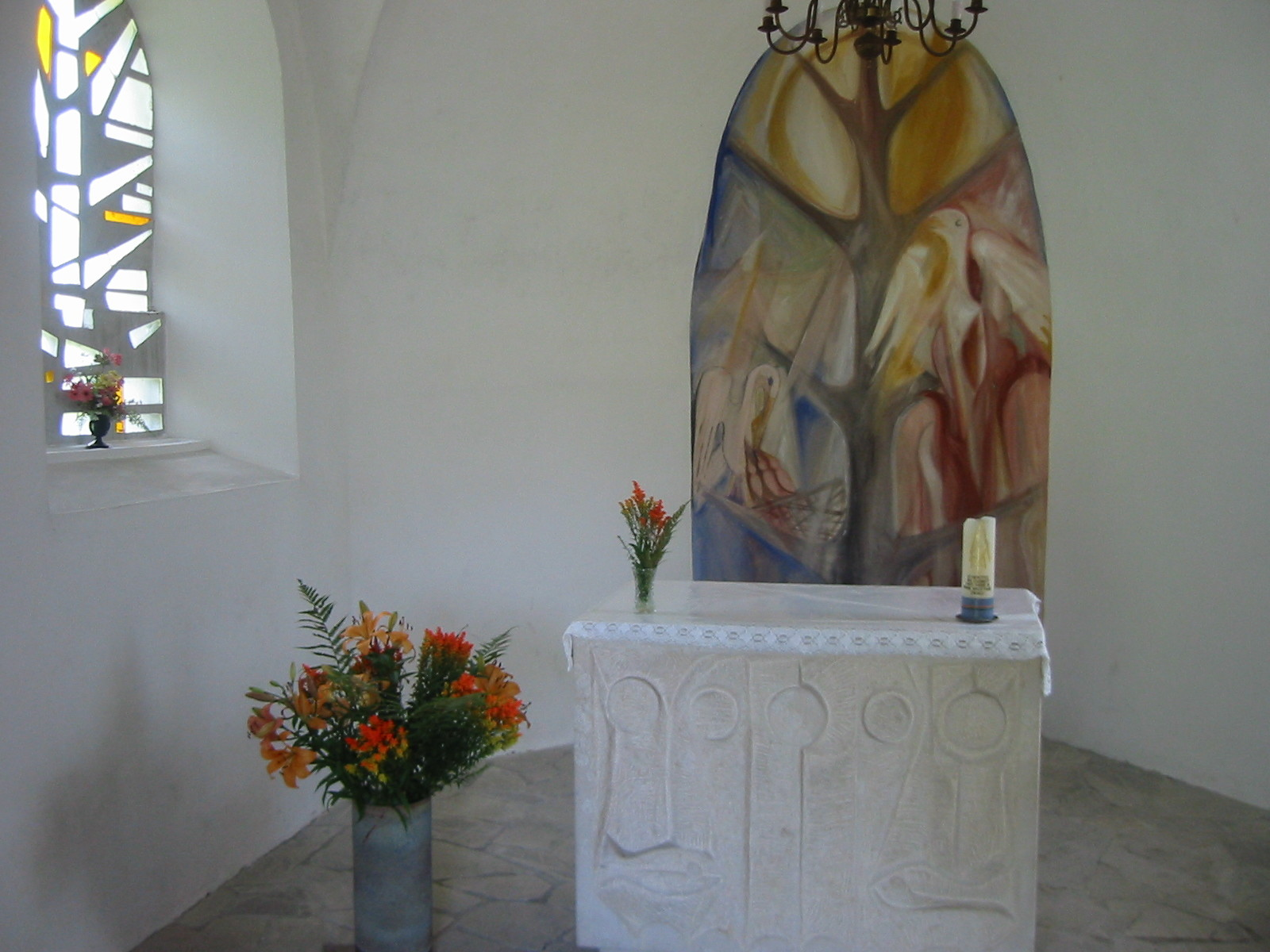
Osterkircherl, Osterbild

## Publikationen
- Robert Herfert. Künstler und Auftraggeber. Bildband. Selbstverlag, St. Pölten 1996.